# Dwight Stones
Dwight Stones (Los Angeles, 6 december 1953) is een voormalige Amerikaanse hoogspringer. Hij vestigde op dit atletiekonderdeel wereldrecords, nam driemaal deel aan Olympische Spelen en hield daar twee bronzen medailles aan over.

## Biografie

### Titels, records en eremetaal
Gedurende zijn zestienjarige sportcarrière won Stones negentien nationale titels. Hij verbeterde driemaal het wereldrecord, dertienmaal het Amerikaanse record hoogspringen en won tweemaal eremetaal op de Olympische Spelen. Hij behoorde van 1972 tot 1984 tot de beste hoogspringers ter wereld, sprong tussen 1971 en 1986 meer dan 500 keer over 2,13 m (7 ft) of hoger en werd door Track & Field News tweemaal verkozen als wereldindooratleet van het jaar. Hij was de eerste atleet die op Olympische Spelen als deelnemer en als speaker optrad.

### OS 1972: eerste bronzen medaille
In 1972 werd Dwight Stones op achttienjarige leeftijd derde op de Olympische Spelen van München met een beste poging van 2,21. Hij eindigde achter de Est Jüri Tarmak (goud) en de Oost-Duitser Stefan Junge.
In 1973 sprong hij in München met 2,30 voor de eerste maal een wereldrecord. Hij was hiermee ook de eerste wereldrecordhouder hoogspringen die zich bediende van de Fosburyflop. In juni 1976 verbeterde hij het wereldrecord opnieuw en bracht het naar 2,31.

### J'aime les Canadiens Français
In tegenstelling tot München, waar hij als achttienjarige jongeling nog maar net kwam kijken, was Dwight Stones op de Olympische Spelen van Montreal in 1976 de uitgesproken favoriet. Dat had hij op de eerste plaats uiteraard te danken aan zijn status als wereldrecordhouder. Daarnaast had hij echter in de aanloop naar de Spelen met veel ophef te kennen gegeven, dat hij de titel zou veroveren met een nieuw wereldrecord. Gemakkelijk had de Amerikaan het hierbij voor zichzelf niet gemaakt. Als gevolg van beledigende en kleinerende opmerkingen aan het adres van de atleten, het olympisch dorp en de Frans sprekende bevolking van de provincie Quebec, had hij zich de woede van het Canadese publiek op de hals gehaald. Bovendien was hij na de opening van de Spelen weer terug naar huis in Californië gegaan, omdat hij in het dorp niet wenste te leven. Het kwam hem op boegeroep van het publiek te staan bij elke poging die hij tijdens kwalificatie en wedstrijd ondernam. Aanvankelijk vond hij het nog leuk ook en wierp hij plagende kushandjes naar het publiek. Totdat hij door de jury tot de orde werd geroepen en hem te verstaan werd gegeven, dat men met een wedstrijd bezig was, niet met een show. Ten slotte verscheen hij tijdens de wedstrijd plotseling met een truitje met daarop de vermelding: J'aime les Canadiens Français, maar dat kwam hem op nog meer boegeroep te staan en gejuich bij elke keer dat hij afsprong.
De finale verliep vervolgens totaal niet zoals Stones zich die had voorgesteld, temeer daar het inmiddels hard was gaan regenen. En toen de Canadees Greg Joy er bij zijn derde poging in slaagde om over 2,23 te wippen, brak in het stadion de hel los, terwijl Stones voor zijn derde poging moest wachten op een ceremonie protocollaire en de binnenkomst van de eerste marathonloper. Toen hij eindelijk onder luid boegeroep aanzette voor zijn laatste poging over 2,23, faalde hij opnieuw en moest hij, net als vier jaar tevoren, genoegen nemen met een bronzen plak achter de Pool Jacek Wszoła (goud) en Greg Joy (zilver).
Dat hij echter nog wel degelijk hoog kon springen, bewees Stones minder dan een week na afloop van de Spelen: op 4 augustus 1976 sprong hij in Philadelphia over 2,32.

### Op derde Olympische Spelen vierde
In 1977 werd hij tweede in de strijd om de wereldbeker in Düsseldorf. De wedstrijd werd gewonnen door de Oost-Duitser Rolf Beilschmidt met een sprong van 2,30 en Jacek Wszoła werd derde. Stones kon wegens de boycot van de Verenigde Staten niet meedoen aan de Olympische Spelen van Moskou in 1980, waardoor hij een kans om zich te revancheren voor het echec van Montreal aan zijn neus voorbij zag gaan.
Desondanks wist hij zich weer vier jaar later, in 1984, opnieuw voor de Spelen te plaatsen door de olympische selectiewedstrijden in Los Angeles te winnen met een persoonlijk record van 2,34. Op de Spelen zelf viel hij buiten de prijzen, al was het hem nog bijna gelukt om voor de derde maal een bronzen medaille te veroveren, want met 2,31 sprong hij even hoog als de als derde eindigende Chinees Zhu Jianhua (op dat moment met 2,39 wereldrecordhouder), die eveneens 2,31 overbrugde. Stones sprong echter één foutsprong meer en werd hierdoor 'slechts' vierde in een wedstrijd, die met 2,35 werd gewonnen door Dietmar Mögenburg.

### Verslaggever
Na zijn atletiekcarrière, die hij in 1988 beëindigde, raakte Stones werkzaam bij de televisie als kleurenanalist bij de drie belangrijkste televisienetwerken en als verslaggever van atletiekwedstrijden. In 1998 werd hij opgenomen in de USA Track & Field Hall of Fame.

## Titels
- Amerikaans kampioen hoogspringen - 1973, 1975, 1976, 1977, 1978, 1983
- Amerikaans indoorkampioen hoogspringen - 1973, 1974, 1975, 1978, 1982
- TAC kampioen hoogspringen - 1973, 1983
- TAC indoorkampioen hoogspringen - 1973
- NCAA-kampioen hoogspringen - 1976
- NCAA-indoorkampioen hoogspringen - 1976

## Records
- Wereldrecord: 2,30 m (München, 11 juli 1973)
- Wereldrecord: 2,31 m (Philadelphia, 5 juni 1976)
- Wereldrecord: 2,32 m (Philadelphia, 4 augustus 1976)
- Wereldindoorrecord: 2,26 m
- Wereldindoorrecord: 2,27 m
- Wereldindoorrecord: 2,28 m
- Wereldindoorrecord: 2,29 m
- Wereldindoorrecord: 2,30 m
- Amerikaans Record: 2,34 m (1984)

## Persoonlijk record
| Onderdeel    | Prestatie | Datum        | Plaats      |
| ------------ | --------- | ------------ | ----------- |
| hoogspringen | 2,34 m    | 24 juni 1984 | Los Angeles |

## Palmares

### hoogspringen
- 1972:  OS - 2,21 m
- 1976:  OS - 2,21 m
- 1977:  Wereldbeker - 2,27 m
- 1977:  Memorial Van Damme - 2,27 m
- 1981:  Memorial Van Damme - 2,28 m
- 1982:  Memorial Van Damme - 2,26 m
- 1983: 6e WK - 2,29 m
- 1984: 4e OS - 2,31 m